# ادوارد لاسوتا
ادوارد لاسوتا (چکی: Edvard Lasota؛ زادهٔ ۷ مارس ۱۹۷۱) بازیکن فوتبال اهل جمهوری چک بود.
از باشگاه‌هایی که در آن بازی کرده‌است می‌توان به باشگاه فوتبال اسلاویا پراگ، باشگاه فوتبال رجانا، باشگاه فوتبال سالرنیتانا، دوکلا پراگ، باشگاه فوتبال فاستاو زلین، باشگاه فوتبال زبرویوفکا برنو، و باشگاه فوتبال سیگما اولوموتس اشاره کرد.
وی همچنین در تیم ملی فوتبال جمهوری چک بازی کرده‌است.